# لیکوی سرسفید
لیکوی سرسفید (نام علمی: Turdoides leucocephala) نام یک گونه از سرده لیکوها است.